# Kamelhårsrock
Kamelhårsrocken är en ytterrock som är snarlik ulster, men inte tillverkad av ylletyg utan sydd i naturbeige kamelhårsull. Plagget introducerades av ungerska magnater vid Londonolympiaden 1908. Rocken blev populär bland män runt 1920 och för kvinnor tio år senare.